# Kigali Convention Centre
Kigali Convention Centre er et messe- og kongrescenter i Rwandas hovedstad Kigali. Byggearbejdet begyndte i 2009, og i 2016 blev det indviet.